# Ossessione di donna
Ossessione di donna (Woman Obsessed) è un film del 1959 diretto da Henry Hathaway.

## Trama
Dopo aver perso il marito, vittima di un incendio, Mary Sharron rimane da sola, col figlio Robbie, ad occuparsi del proprio ranch. Avendo la necessità di farsi aiutare nel lavoro, assume Fred Carter – un energico giovane del villaggio noto per essere un dongiovanni – che presto s'innamora di Mary, le salva la vita durante una tormenta di neve, mette la testa a posto e convola a nozze con lei, diventando per Robbie come un nuovo padre.
Ma un giorno Fred si arrabbia con Robbie, sconvolto dalla vista di un daino ucciso e scuoiato dal patrigno. Ne nasce una furibonda lite tra Fred e Mary, che da quel momento è ossessionata dall'accaduto e dal conseguente rifiuto che suo figlio ha sviluppato nei confronti del suo nuovo marito, contro il quale Robbie cerca persino di lanciare un forcone. Fred prova in tutti i modi a riconciliarsi con la famiglia, ma si scontra ogni volta con l'ostinata avversione di Robbie e della stessa Mary. Una sera Fred la costringe con la forza a venire a letto con lui e così ella rimane incinta, ma lo tiene nascosto al marito.
Esasperato dalla situazione di tensione, Fred riprende a frequentare cattive compagnie e finisce in prigione per qualche tempo, in seguito a una rissa. Di ritorno a casa, nonostante sperasse che il tempo avesse riportato serenità, Fred constata che l'atteggiamento ostile di Robbie e di Mary non è mutato. Intanto Mary – preoccupata per l'assenza di Robbie durante una bufera – avverte un malore e Fred rischia la vita per riuscire a trasportarla dal medico. Al suo risveglio, Fred viene a sapere con dolore che Mary ha avuto un aborto e decide di andare alla ricerca di Robbie.
Il dottore spiega a Mary che Fred non si merita tanto odio da parte sua, anche perché in passato lo stesso Fred aveva perduto la moglie in seguito ad un incendio, per colpa del fratello che non era riuscito ad aiutarla perché spaventato dalla vista del sangue; quindi la sua reazione verso Robbie era dovuta a tale trauma. Il dottore fa capire a Mary che ella ha sbagliato a condannare Fred senza aver prima cercato di comprenderne il comportamento.
Fred nel frattempo trova Robbie nella foresta, ma il bambino tenta ancora di ucciderlo, facendolo finire nelle sabbie mobili, salvo poi riappacificarsi con lui e salvarlo. Anche Mary, dopo il dialogo con il dottore, si sente di nuovo in pace con Fred e per i tre inizia una nuova vita insieme.

## Critica
Il Morandini commenta: «C'è qualche eco del grande Griffith in questo melodramma all'aria aperta sullo sfondo dei montagnosi paesaggi canadesi. Personaggi disegnati con l'accetta».